# Рубчаковна, Ольга Ивановна
Ольга Ивановна Рубчаковна (1903—1981) — советская актриса, Заслуженная артистка УССР (1940).

## Биография
Родилась 10 мая 1903 года в Черновцах.
Училась в драматической школе в Киеве.
Работала в Новом львовском театре (1919) и в Украинском драматическом театре им. И. Франко (1920—1960).
С 1926 года жила и работала в Киеве.
Умерла 21 ноября 1981 года, похоронена в Киеве на Байковом кладбище.

### Семья
- Отец — Рубчак, Иван Демьянович.
- Мать — Рубчакова Екатерина Андреевна.
- Муж — Юра, Гнат Петрович (1888—1966) — советский театральный режиссёр, актёр, педагог. Народный артист СССР (1940)[2]. Были женаты с 1919 года[3].

## Звания и награды
- Орден «Знак Почёта» (1940)[4].
- Заслуженная артистка УССР (1940).